# Earl Sweatshirt
Earl Sweatshirt, nebo také Thebe Neruda Kgositsile, (* 24. února 1994) je americký rapper a hudební producent. Svou kariéru zahájil v roce 2008 pod pseudonymem Sly Tendencies. V roce 2009 začal spolupracovat s hiphopovým kolektivem Odd Future. Svůj první mixtape nazvaný Earl vydal v roce 2010. Později žil na Samoi, kde se hudbě nevěnoval. Do USA se vrátil roku 2012. Následujícího roku vydal své první dlouhohrající album s názvem Doris. O necelé dva roky později následovala druhá deska s názvem I Don't Like Shit, I Don't Go Outside: An Album by Earl Sweatshirt.